# ذي خنعان (العدين)

تعديل مصدري - تعديل

ذي خنعان محلة تابعة لقرية سنعات شلف، التابعة لعزلة شلف بمديرية العدين إحدى مديريات محافظة إب في الجمهورية اليمنية، بلغ تعداد سكانها 65 حسب تعداد اليمن لعام 2004.